# Maja Gojković
Maja Gojković (en serbe Маја Гојковић), née le 22 mai 1963 à Novi Sad, est une juriste et femme d'État serbe, membre du Parti progressiste. Elle est présidente de l'Assemblée nationale de 2014 à 2020, ministre de la Culture de 2020 à 2024, et présidente du gouvernement de Voïvodine depuis 2024.

## Biographie
Juriste de profession, Maja Gojković participe en 1991 à la fondation du Parti radical serbe, dont elle est secrétaire générale puis vice-présidente. Elle est par la suite conseillère juridique de Vojislav Šešelj devant le Tribunal pénal international pour l'ex-Yougoslavie.
Élue députée au Parlement de la république fédérale de Yougoslavie à partir de 1992, elle est également représentante à l'Assemblée de la province autonome de Voïvodine de 1996 à 2000. Ministre sans portefeuille en 1998, elle devient vice-présidente du gouvernement serbe l'année suivante. Députée au Parlement de l'union de Serbie-et-Monténégro, elle est élue maire de Novi Sad en 2004 et conserve cette fonction pendant quatre ans. Après avoir quitté le Parti radical en 2006, elle fonde le Parti populaire qui rejoint en 2012 le Parti progressiste du président Tomislav Nikolić.
Le 23 avril 2014, elle est élue présidente de l'Assemblée nationale.
À la suite des élections provinciales de 2023, Gojković est élue présidente du gouvernement de Voïvodine par l'Assemblée de la province le 8 mai 2024. Elle est la première femme à exercer cette fonction.